# Фабјен Пелус
Фабјен Пелус (фр. Fabien Pelous; 7. децембар 1973) бивши је професионални рагбиста и некадашњи капитен репрезентације Француске. Са 118 одиграних утакмица међу највећим је легендама француског рагбија свих времена. 

## Каријера
Његова примарна позиција је била друга линија мелеа, али је повремено играо и у трећој линији мелеа. Убраја се у најбоље играче друге линије мелеа свих времена.

### Клупска каријера
Најдуже је играо за Тулуз и са овим најтрофејнијим француским клубом, освајао је титуле првака Старог континента и титуле првака Француске. 

### Репрезентација Француске
За Француску је дебитовао у тест мечу против Румуније 17. октобра 1995. Наследио је Фабијена Галтиа најбољег француског демија свих времена, на позицији капитена Француске 2004. Пропустио је већину тест мечева 2005., али се опоравио за меч против Аустралије. Последњи меч у дресу Француске одиграо је против Енглеске. Био је део селекције Француске на три светска првенства (1999, 2003, 2007). Одиграо је укупно 118 мечева за Француску, од тога на 42 утакмице предводио је "галске петлове" као капитен. Постигао је укупно 8 есеја у дресу Француске.

## Успеси
Титула првака Француске са Тулузом 1999, 2001, 2008.
Титула првака Европе са Тулузом 2003, 2005.
Куп Француске са Тулузом 1998.
Куп шест нација са Француском 1997, 1998, 2002, 2004, 2006.